# Plouvorn
Plouvorn é uma comuna francesa na região administrativa da Bretanha, no departamento Finisterra. Estende-se por uma área de 35,4 km². Em 2010 a comuna tinha 2 938 habitantes (densidade: 83 hab./km²).